# Aristias commensalis
Aristias commensalis är en kräftdjursart. Aristias commensalis ingår i släktet Aristias och familjen Aristiidae. Inga underarter finns listade i Catalogue of Life.